# Mécanique générale
Pour les articles homonymes, voir Mécanique générale (homonymie).
La mécanique générale désigne :
- en langage courant, le domaine d'activité industrielle reposant sur l'usinage de précision;
- en science, l'étude des mouvements des corps indéformables soumis à des actions mécaniques.

Dans cette acception du terme, la mécanique générale apparaît comme une branche de la mécanique en tant que science.
On entend alors par :
- solide indéformable tout corps dont tous les points restent à égale distance les uns des autres durant l'étude (voir Mécanique du solide) ;
- action mécanique, la réunion d'une force et d'un moment.

La mécanique industrielle générale permet ainsi l'étude du mouvement d'un solide, appelée dynamique, qui fait intervenir les notions d'inertie, de temps et d'action mécanique.
De la dynamique découlent :
- la cinétique (étude des inerties d'un solide indéformable, sans les notions de temps et d'effort) ;
- la cinématique (étude des vitesses d'un solide, sans les notions d'inertie et d'effort) ;
- la statique (étude d'un solide en équilibre, sans les notions d'inertie et de temps).